# Black Friday (film)
Black Friday (hindi: ब्लैक फ्राईडे) to indyjski film, który przedstawia zamachy w Bombaju w 1993. Film (w oparciu o książkę S. Hussain Zaidi) zrealizowany w 2004 roku przez Anurag Kashyapa, scenarzystę i reżysera No Smoking, uobecnia dramatyczne zdarzenia z marca 1993 roku w Mumbaju. Film ten także mottem z Gandhiego Oko za oko i świat oślepnie postawił problem Indii, które wciąż muszą wybierać: Zemsta za zemstę, czy głoszone w filmie przekonanie, że wierzymy w tego samego Boga, który jest po stronie prawych i przeciw zabijaniu niewinnych. W Jego oczach jesteśmy tacy sami.

## Motto filmu
"An eye for an eye makes the whole world blind" (Gandhi) – "Oko za oko"- tak czynimy świat ślepym.
Reżyser Anurag Kashyap za swój film otrzymał na Festiwalu Filmowym w Locarno nominację do Nagrody Gold Leopard.

## Fabuła
Historię tę rozpoczyna bicie aresztowanego muzułmanina. Uderzenie za uderzeniem. I woda cucąca nieprzytomnego. W końcu z jego gardła wydarto słowa o zamachach bombowych w Bombaju. 12 marca 1993 roku. Piątek. Siedemnasty dzień ramadanu. Rocznica dnia, w którym Prorok wygrał świętą wojnę.
- Godzina 14.45. Przed gmachem giełdy tłum zajęty swoimi sprawami. Ktoś je. Ktoś kupuje gazetę. Ktoś pali papierosa. W tle słychać bicie serca. Coraz wolniejsze. W aucie zaparkowanym obok giełdy wybucha nagle zapalnik czasowy. Z gruzów wyłaniają się zakrwawieni, obsypani pyłem ludzie. W zapadłej nagle ciszy nie słychać ich krzyku. Śmierć poniosło 70 osób. 200 osób zostało rannych.

- W tym samym czasie 14.45 – Biuro Paszportowe w Worli. Ludzie wsiadają do autobusu, który za chwilę wybuchnie. Z pobliskiego banku nic nie zostało. Z okien domów sypie się szkło wysadzonych podmuchem okien

- 13.30 – wybuch ciężarówki na bazarze
- 13.45 – na parkingu pod Air India, co najmniej 20 ofiar.
- W handlowym kompleksie Century kolejny przerażający widok. Na ulicy krater. Trzy budynki w gruzach. Ulica usłana nieżyjącymi ludźmi.
- 14.41 – w powietrze wylatuje stacja benzynowa w Dadar
- 14.45 – wybuch bomby na III piętrze hotelu w Juhy
- 15.05 – wybuch skuteru na bazarze Zazeri
- 15.16 – w powietrze wylatuje auto pod kinem Plaza
- 15.50 – wybucha XVIII piętro hotelu w Bnadrze
- 15.55 – przy lotnisku wybuch bomby w hotelu Centaur

Podsumowanie:
Bomby w autach przy Giełdzie, kinie Plaza, i Air India. W skuterach na bazarach. Wybuchy w trzech luksusowych hotelach. 300 zabitych, 1600 rannych przyjmują szpitale.
Zaczyna się dochodzenie. Aresztują setki podejrzanych. Brutalnie ich przesłuchując. Wielu z podkładających bomby straciło wszystko. 2-3 miesiące wcześniej. Podczas zamieszek bombajskich. Przesłuchiwani muzułmanie krzyczą o hindusach: Zniszczyli Babri Masjid! Mordowali muzułmanów.Bez zamachów nie mielibyśmy tu życia!. Meczet Babri nie był z piasku. Nie użyliście ani bomb ani spychaczy Gołymi rękoma rozebraliście nasza świątynię! Biliście nas! Paliliście żywcem. Gwałcono nasze kobiety! Mordowano nam dzieci. Teraz, z błogosławieństwem Allaha, mamy pomoc w postaci zamachów. Trwa wzajemne obrzucanie się oskarżeniami: Wróg was szkolił! W Pakistanie! I druga strona: wasza hinduska policja w grudniu 1992 strzelała do nas, muzułmanów. Wykorzystaliście listy wyborcze, aby nasze domy oznaczyć kredą. Obok posterunków płonęły samochody z muzułmanami. I znowu głosy hindusów: Wykorzystano wasz gniew. Zorganizowano was z Dubaju. I gniewna odpowiedź: Z Bogiem na ustach tysiące wieśniaków kijami i młotami zrównało z ziemią w Ayodhya 464-letni meczet Babri Masjid.
Dochodzenie nie dociera do Tiger Menona, kierującego akcją właściciela spalonego podczas zamieszek biura. W miarę największego w Indiach dochodzenia w ciągu 13 lat podczas przesłuchania 122 podejrzanych skazano 100 osób. Ze śledztwa stopniowo wyłania się obraz tragedii. Źródłem ich dwie fale zamieszek: spontaniczne  w grudniu 1992 zaraz po rozebraniu meczetu w Ajodhja i w styczniu 1993, zainspirowane przez polityków. Zabito wówczas 600 osób, tysiące raniono. Ciąg dalszy łańcucha zemsty nastąpił wiosną 1993 podczas pokazanych w filmie zamachów bombowych zorganizowanych tym razem przez muzułmanów.

## Obsada
- Vijay Maurya – Dawood Ibrahim
- Pavan Malhotra – Tiger Memon
- Aliya Curmally – Shabana Memon
- Imtiaz Ali – Yakub Memon
- Kishore Kadam – Dangle
- Kay Kay Menon – Rakesh Maria
- Aditya Srivastava – Badshah Khan
- Pratima Kazmi – Badshaha matka
- Pranay Narayan – Imtiaz Ghavate
- Nawazuddin – Asgar Mukadam
- Dibyendu Bhattacharya – Yeda Yakub
- Gajraj Rao – Dawood Phanse
- Ragesh Asthana – Mohammad Dossa
- Zakir Hussain – Nand Kumar Chougale
- Raja Chaudhary – Mushtaq Tarani
- Aditya Bhattacharya – Sheikh Aziz
- Ashraf Ul Haq – Bashir Khan
- Pankaj Jha – Anwar Theba
- Bobby Parvez – Rakesh Khurana
- Jeetu Shastri – Tainur
- Loveleen Mishra – przeprowadzający wywiad

## Ciekawostka
- Podstawą scenariusza była książka – S. Hussain Zaidi – Black Friday – The True Story of the Bombay Bomb Blasts, Penguin Books India (2002), ISBN 0-14-302821-9
- Reżyser filmu Anurag Kashyap, współtwórca scenariusza jest też autorem dialogów m.in. do takich filmów jak Yuva, Deewaar, Water, Guru, Valley of Flowers, Honeymoon Travels Pvt. Ltd., czy Main Aisa Hi Hoon.